# Tennessee
Tennessee (Cherokee: ᏔᎾᏏ ta-na-si) is een staat in het zuidoosten van de Verenigde Staten, waarvan Nashville de hoofdstad is. De standaardafkorting is TN.
De bijnaam, "Volunteer State", ontstond in de eerste helft van de negentiende eeuw doordat de staat veel vrijwilligers leverde voor de Oorlog van 1812 (met name tijdens de Slag bij New Orleans) en de Mexicaans-Amerikaanse Oorlog. Tijdens de Amerikaanse Burgeroorlog kwamen zowel de meeste soldaten van de Unie als van de Confederatie uit Tennessee.

## Geschiedenis
Het gebied dat nu Tennessee heet werd al rond 10.000 jaar voor Chr. bewoond door de Paleo-indianen. De eerste Europeanen waren de Spaanse conquistadors die in de 16e eeuw het gebied rond de Mississippi verkenden. O.a. Hernando de Soto, Tristán de Luna en Juan Pardo. Pardo was degene die een dorp beschreef met de naam Tanasqui waar de naam Tennessee van afgeleid is. Waarschijnlijk raakte het gebied ontvolkt door Europese ziektes waarna de Cherokee het innamen. In 1757 bouwen Britse kolonisten in het oosten een tijdelijke nederzetting met de naam  Fort Loudoun. Na die tijd werd het gebied steeds vaker bezocht door jagers, waardoor het ook steeds beter in kaart gebracht werd.
In 1772 stichtten een groep Engelsen de Watauga Association. Dit was een vrije republiek in het uiterste noordoosten van Tennessee. Dit wordt wel gezien als het eerste stukje vrije Verenigde Staten. In 1776 werd het geannexeerd door North Carolina.
Van 1775 tot 1783 werd de Amerikaanse Onafhankelijkheidsoorlog uitgevochten. Het oosten van Tennessee werd hierna officieel aan North Carolina toegekend. In 1784 riepen acht counties (wederom in het uiterste oosten van wat nu Tennessee is) onafhankelijkheid uit en vormden zij de State of Franklin. Dit gebied zou in 1790 opgaan in het nieuw gevormde Southwest Territory. In 1796 werd dit gebied onder de naam Tennessee de 16e staat van de Verenigde Staten.

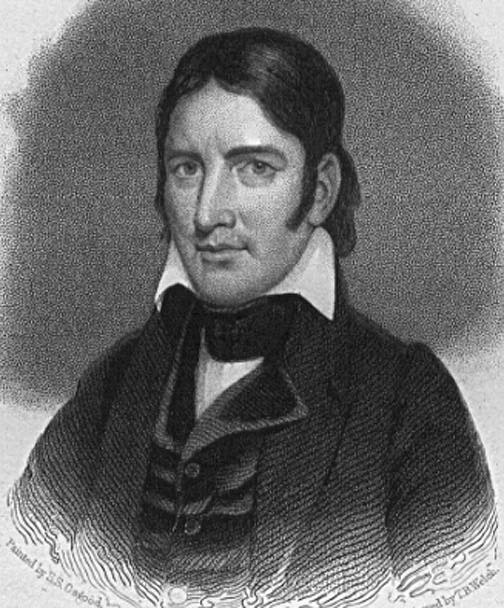
Davy Crockett vertegenwoordigde de staat in het Amerikaans Congres van 1833 tot 1835.

De volksheld Davy Crockett groeide op in het oosten van de staat en was eerst jager, verteller en hoofd van een militie. Van 1833 tot 1835 vertegenwoordigde hij Tennessee in het Huis van Afgevaardigden van het Amerikaans Congres. Toen Andrew Jackson de Indian Removal Act doorvoerde was hij een van de tegenstanders. Door deze wet werden de Cherokee gedeporteerd naar gebieden ten westen van de Mississippi.
Tijdens de Amerikaanse Burgeroorlog (1861 - 1865) koos de staat de kant van de Geconfedereerde Staten. De staat was hier wel verdeeld over en Tennessee was de laatste staat die naar de Confederatie overstapte. Het oosten trachtte nog een aparte staat te vormen en zich aan te sluiten bij de Unie. Tennessee leverde zowel voor de Confederatie als voor de Unie de meeste soldaten. Omdat de staat op de grens lag en vanuit Tennessee een aantal aanvoerroutes naar Mississippi en Alabama liepen werd in deze staat een aantal belangrijke slagen geleverd. Waaronder de Tullahomaveldtocht, de Slag bij Stones River, de Chattanoogaveldtocht en de Tweede slag bij Franklin. Na de burgeroorlog werd Tennessee als eerste Geconfedereerde staat weer toegelaten tot de Verenigde Staten. Dit gebeurde in 1866.
In 1933 werd, tijdens de Grote Depressie en in het kader van de New Deal, de Tennessee Valley Authority opgericht. Deze overheidsinstantie had als doel om een aantal stuwdammen te bouwen om zo niet alleen voor elektriciteit te zorgen maar vooral ook werkgelegenheid. Hierdoor werd de staat meteen de grootste producent van elektriciteit. In 1942 was dit een reden om hier het Oak Ridge National Laboratory op te zetten dat onderdeel was van het Manhattanproject.

## Geografie

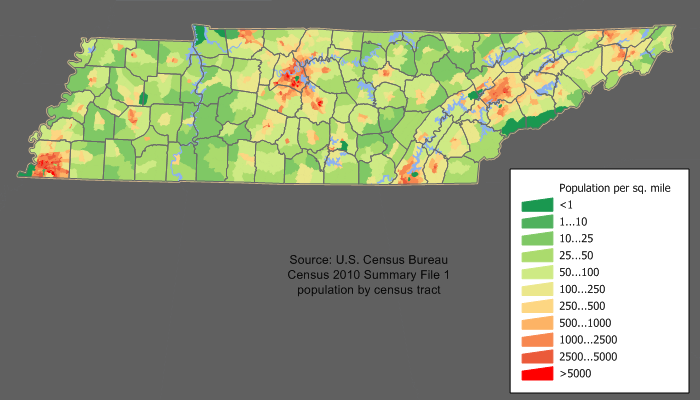
De bevolkingsdichtheid van Tennessee

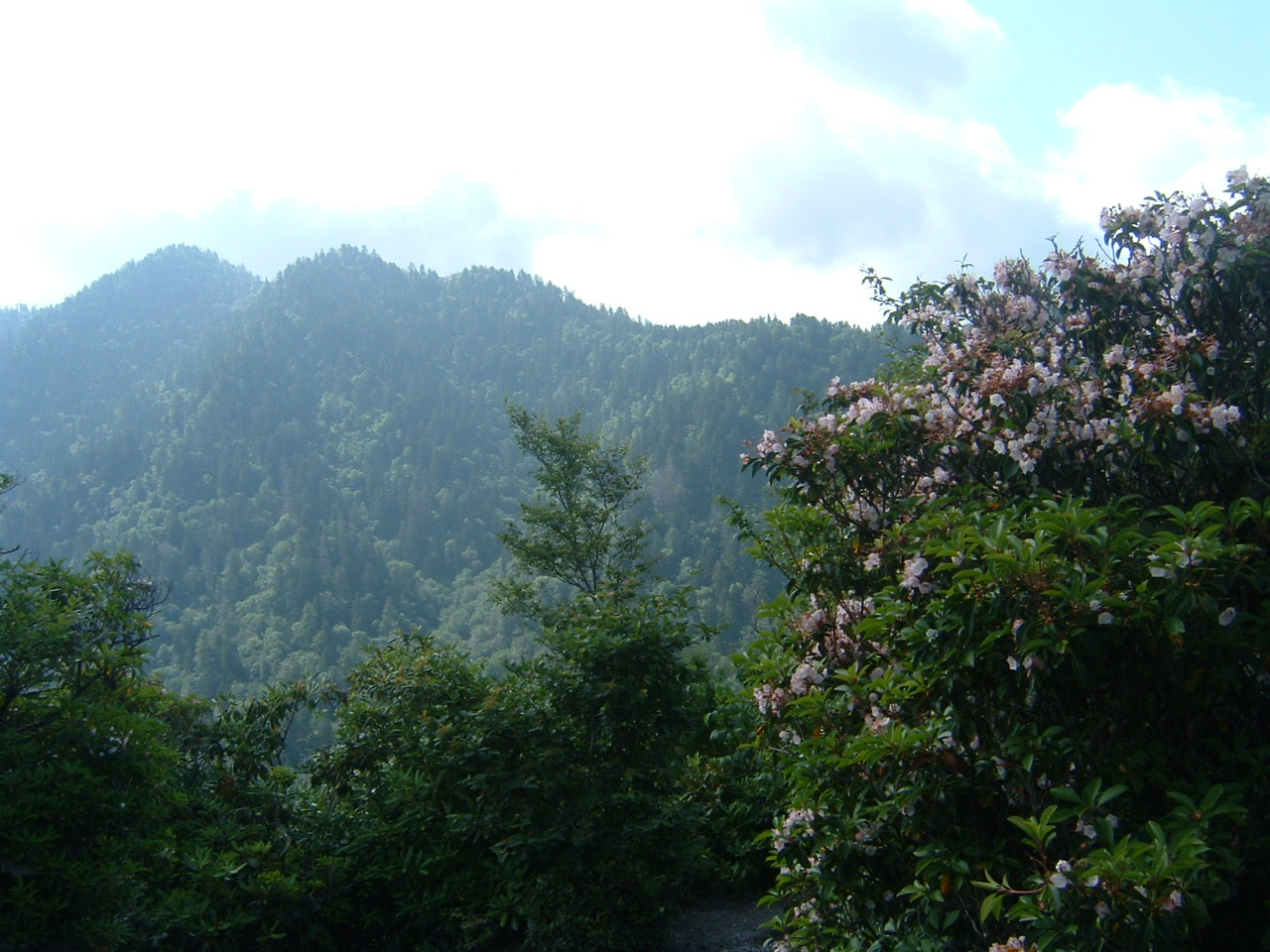
De Great Smoky Mountains in het oosten van de staat

De staat Tennessee beslaat 109.247 km², waarvan 106.846 km² land. Dat komt ongeveer overeen met anderhalf keer de Benelux. Het westen van de staat ligt in de Central-tijdzone, het oosten in de Eastern-tijdzone. Het zuiden van de staat wordt gerekend tot de Sunbelt.
Het oosten van de staat is bergachtig en ligt in de Appalachen. Hier bevindt zich ook de  Clingmans Dome, waarvan de top met 2025 m het hoogste punt van de staat is. Dit gedeelte is ook bekend onder de naam Great Smoky Mountains. Het westen van de staat is vlakker.
De belangrijkste rivieren zijn de Tennessee, die de staat eerst van noord naar zuid en dan weer van zuid naar noord doorsnijdt, en de Cumberland die in het noorden stroomt.
Tennessee grenst in het noorden aan de staten Kentucky en Virginia, in het noordwesten aan Missouri, in het zuidwesten aan Arkansas, in het oosten aan North Carolina en in het zuiden aan Mississippi, Alabama en Georgia.
Tennessee wordt geografisch, cultureel en bestuurlijk ingedeeld in drie regio's (Grand Divisions): West-Tennessee, Midden-Tennessee en Oost-Tennessee. Oost-Tennessee wordt gedomineerd door de Appalachen en wordt van Midden-Tennessee gescheiden door het Cumberland Plateau en de grens van de tijdzone. Midden-Tennessee kent glooiende heuvels. West-Tennessee ligt in de laagvlakte van de Mississippi. Het vijf leden tellende Hooggerechtshof van de staat mag uit elk van de drie delen maar maximaal twee rechters hebben en moet regelmatig in elke regio samenkomen.
De belangrijkste steden zijn Memphis, Nashville (de hoofdstad en grootste stad), Knoxville, Chattanooga en Clarksville.

## Muziek

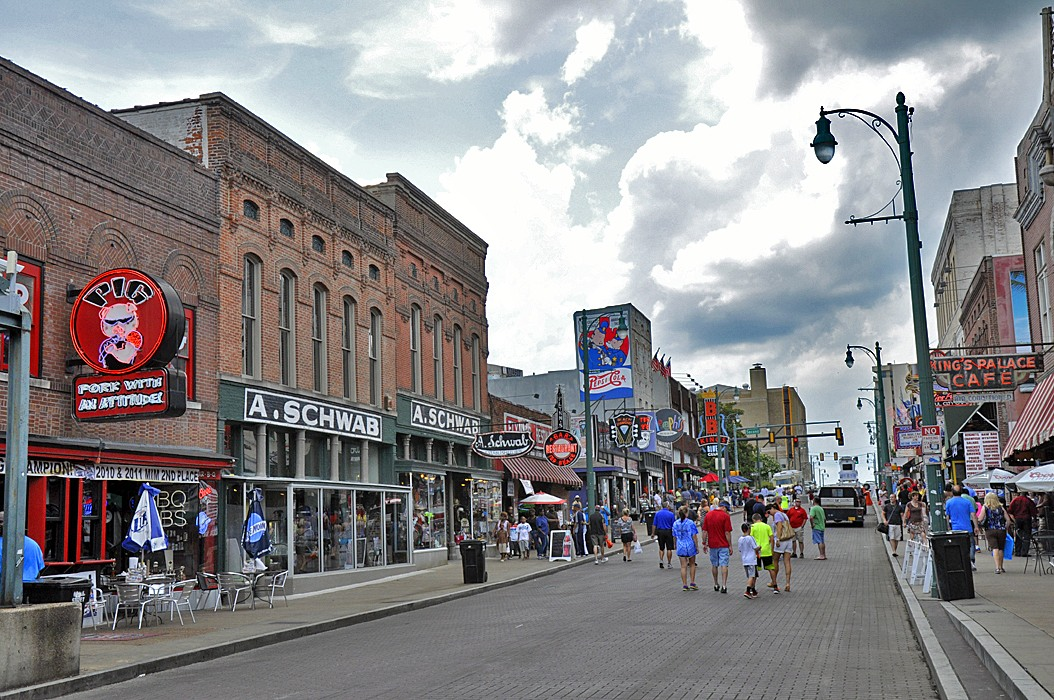
Beale Street in Memphis, waar de blues is ontstaan

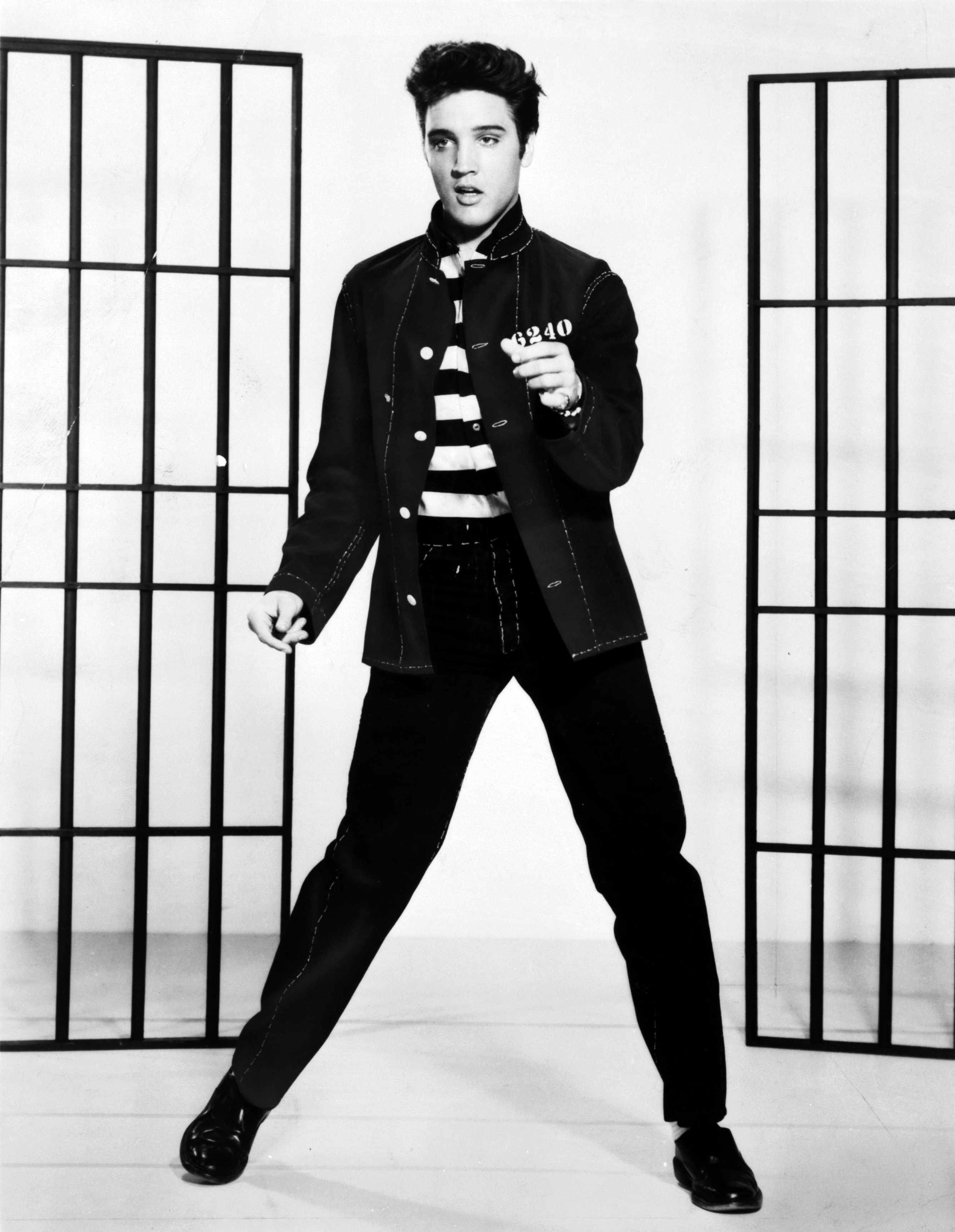
Elvis Presley woonde het grootste deel van zijn leven in Memphis

Tennessee heeft een grote rol gespeeld in de muziekwereld. De staat staat bekend om de blues, rock-'n-roll, countrymuziek en rockabilly. Zo wordt Beale Street in Memphis gezien als de plek waar de blues is ontstaan. In diezelfde stad is ook Sun Records gevestigd waar een aantal grote namen in de muziekwereld hun carrière begonnen, zoals Elvis Presley, Carl Perkins, Jerry Lee Lewis, Johnny Cash en Roy Orbison.
Nashville wordt, mede door het radioprogramma Grand Ole Opry dat al sinds 1927 wordt uitgezonden, de hoofdstad van de countrymuziek genoemd. Het plaatsje Bristol, dat op de grens met Virginia ligt, wordt gezien als de geboorteplek van dit muziekgenre.
In Norris bevindt zich het cultuurhistorische openluchtmuseum 'Museum of Appalachia', met een collectie van allerlei artiesten, waaronder een vaste expositie van Uncle Dave Macon.

## Economie
De belangrijkste sectoren in de economie zijn landbouw (met name soja), veeteelt, industrie (Volkswagen heeft er een fabriek), elektriciteit en het toerisme. De toeristen komen vooral voor de nationale parken in het oosten van de staat en voor de musea over de muziekgeschiedenis zoals bijvoorbeeld Graceland.
De whisky van Jack Daniel's is wellicht het bekendste product uit de staat. Verder heeft FedEx zijn hoofdkantoor in Memphis.

## Bestuurlijke indeling
Tennessee is onderverdeeld in drie regio's (de zogenaamde Grand Divisions) en 95 county's.

## Politiek

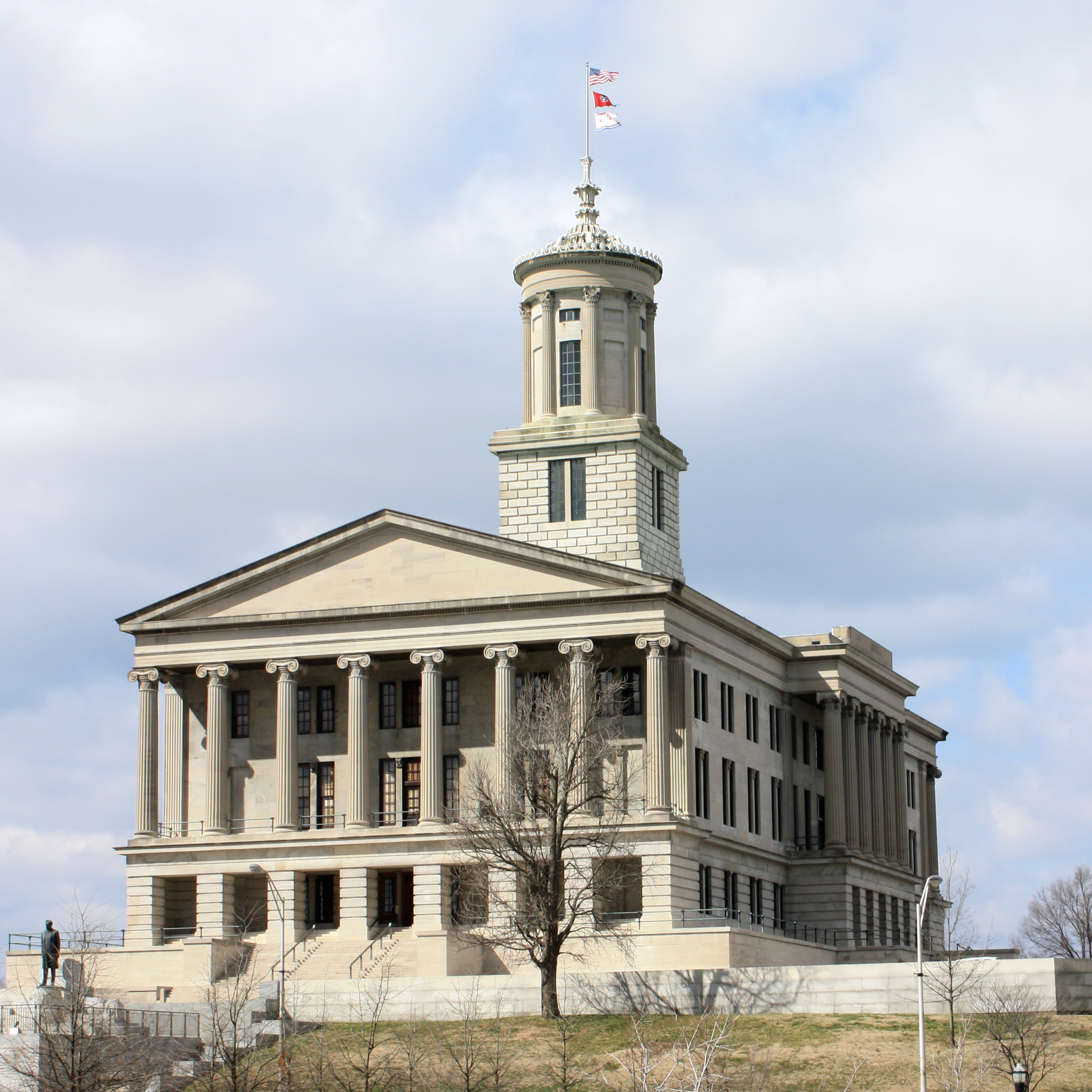
Het Tennessee State Capitol waar beide kamers van het parlement vergaderen

Aan het hoofd van de uitvoerende macht van de staat staat een gouverneur, die direct gekozen wordt door de kiesgerechtigden in de staat. De gouverneursverkiezing van 2018 werd gewonnen door Bill Lee van de Republikeinse Partij. Hij trad in januari 2019 aan als gouverneur van Tennessee.
De wetgevende macht bestaat uit het Huis van Afgevaardigden van Tennessee (Tennessee House of Representatives) met 99 leden en de Senaat van Tennessee (Tennessee Senate) met 33 leden.
Tijdens de Amerikaanse presidentsverkiezingen stemmen de inwoners meestal bij meerderheid voor de Republikeinse kandidaat.
| Tennessee House of Representatives (2015) De 99 zetels zijn als volgt verdeeld: | Tennessee Senate (2015) De 33 zetels zijn als volgt verdeeld: |